# 마리아노 가르시아 레몬
마리아노 가르시아 레몬(스페인어: Mariano García Remón, 1950년 9월 30일, 마드리드 지방 마드리드 ~) 은 은퇴한 스페인의 축구 골키퍼이자 감독이다.
그는 레알 마드리드에서 활약한 것으로 잘 알려져 있는데, 현역 시절 그는 소속 구단의 라 리가 6회, 코파 델 레이 3회 우승에 일조했다. 그는 훗날 감독으로도 활약했는데, 선수 시절 활약했던 구단의 1군 선수단 감독으로 역임하기도 했다.

## 선수 경력
가르시아 레몬은 마드리드 지방 마드리드 출신으로, 현역 시절 자국의 거함 레알 마드리드 소속으로 활약했는데, 초년 시절에 3부 리그와 2부 리그를 나간 적이 있고 1971년에 원 소속 구단에 복귀했다. 이후, 그는 미겔 앙헬 곤살레스와 주전 수문장 직을 놓고 열띤 경쟁을 펼쳤는데, 가르시아 레몬은 현역 시절 대부분 기간에 이런 주전 경합을 벌였었다: 결국 레몬은 1971년부터 1973년까지, 그리고 1979년부터 1981년까지 2시즌씩 2번에 걸쳐 주전을 맡았다.
디나모 키예프에 0-0으로 비긴 유러피언컵 1972-73 8강 1차전 오데사 원정 경기에서 가르시아 레몬은 훌륭한 선방 능력을 붙여 오데사의 고양이 (El gato de Odesa) 라는 별칭이 붙었다. 막판 5시즌을 통틀어 8번의 라 리가 경기 출전에 그친 가르시아 레몬은 UEFA컵 2연패를 거둘 당시 선수단의 3번째 수문장을 맡았고, 36세의 나이로 은퇴할 때에 모든 대회를 통틀어 레알 마드리드 경기에 231번 출전해 선수단에 공헌했다.
레몬은 1973년에 5달의 기간을 두고 스페인 국가대표팀 일원으로 2경기에 출전했는데, 출전한 두 경기 모두 친선경기였다.
그는 5월 2일에 국가대표팀 첫 경기를 치렀는데, 2-3으로 패한 네덜란드와의 경기 후반전에 출전했다.

## 감독 경력
레몬은 레알 마드리드의 유소년부 감독직을 맡아 처음으로 선수단을 지휘했다. 이후, 그는 2군 감독을 맡았고, 1993년에 그는 보직을 당시 수석 코치였던 라파엘 베니테스에게 넘겼다.
이후, 가르시아 레몬은 스포르팅 히혼, 라스 팔마스, 살라망카, 누만시아, 그리고 코르도바를 지휘했었다. 스포르팅 히혼과 누만시아의 경우 1부 리그 감독직을 맡은 것인데, 두 구단에서의 계약 모두 선수단이 강등권으로 추락하면서 조기에 끝났다.
2004-05 시즌, 가르시아 레몬은 레알 마드리드의 신임 감독이자 13년 동안 선수시절 동료였던 호세 안토니오 카마초의 수석 코치를 맡았다. 그러나, 몇 주도 지나지 않아 2004년 9월 20일에 카마초가 리그에서 8위로 내려앉는 등의 성적 부진으로 사표를 내자, 가르시아 레몬이 1군 감독이 되었다. 그러나, 가르시아 레몬도 성탄절 때까지 성적 반등에 실패해 해임당했고, 후임으로 전 브라질 국가대표팀 감독이었던 반데를레이 루솀부르구가 취임했다. 그는 레알 마드리드 지휘봉을 잡아 7승 2무 4패의 기록을 냈다.
가르시아 레몬은 2006-07 시즌 2부 리그에서 전 오비에도와 베티스 선수였던 올리를 대신해 카디스의 신임 감독직을 맡았지만, 1부 리그 승격에 실패했다.

## 수상

### 선수
레알 마드리드
- 라 리가: 1971–72, 1974–75, 1975–76, 1977–78, 1978–79, 1979–80
- 코파 델 레이: 1973–74, 1974–75, 1979–80, 1981–82

### 감독
레알 마드리드 카스티야
- 세군다 디비시온 B: 1990–91